# Thubten Lungrig

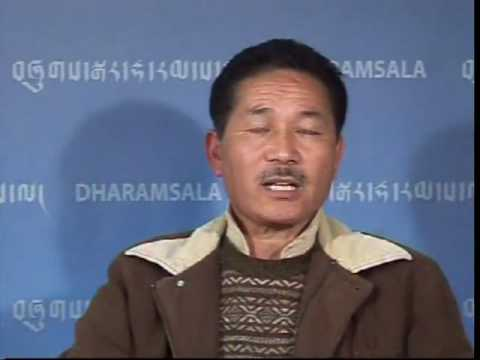
Thupten Lungrik

Thubten Lungrig (tibetisch ཐུབ་བསྟན་ལུང་རིག Wylie thub bstan lung rig; * 19. Mai 1957 in Amdo) ist ein Minister (tib.: bka' blon; „Kalön“) der tibetischen Exilregierung.

## Leben
Thubten Lungrig studierte nach seiner Schulzeit an der Central School for Tibetans in Dalhousie im Distrikt Chamba von 1972 bis 1981 am Central Institute of Higher Tibetan Studies in Varanasi. 1981 schloss er sein dortiges Studium mit dem Titel Acharya ab. Danach war er etwa elf Jahre lang Lehrer für tibetisch an der Tibetan Children’s Village School in Dharmshala; später wurde er Direktor der Tibetan Children’s Village School in Suja. 1996 wurde Thubten Lungrig zum Abgeordneten und Vizevorsitzenden (später Vorsitzenden) des tibetischen Exilparlaments gewählt. 2001 wurde er zum Abgeordneten für seine Heimatprovinz Amdo gewählt. Zurzeit ist er Kalön für Erziehung, Religion, Kultur und Gesundheit im Exilkabinett (Kashag).

## Weblink
- Tibetwiss: Kashag

| Personendaten    | Personendaten                                                           |
| ---------------- | ----------------------------------------------------------------------- |
| NAME             | Thubten Lungrig                                                         |
| ALTERNATIVNAMEN  | ཐུབ་བསྟན་ལུང་རིག; Thupten Lungrig, Thupten Lungrik                          |
| KURZBESCHREIBUNG | tibetanischer Politiker, Kalön (Minister) der tibetischen Exilregierung |
| GEBURTSDATUM     | 19. Mai 1957                                                            |
| GEBURTSORT       | Amdo                                                                    |